# Schloss Thinnfeld

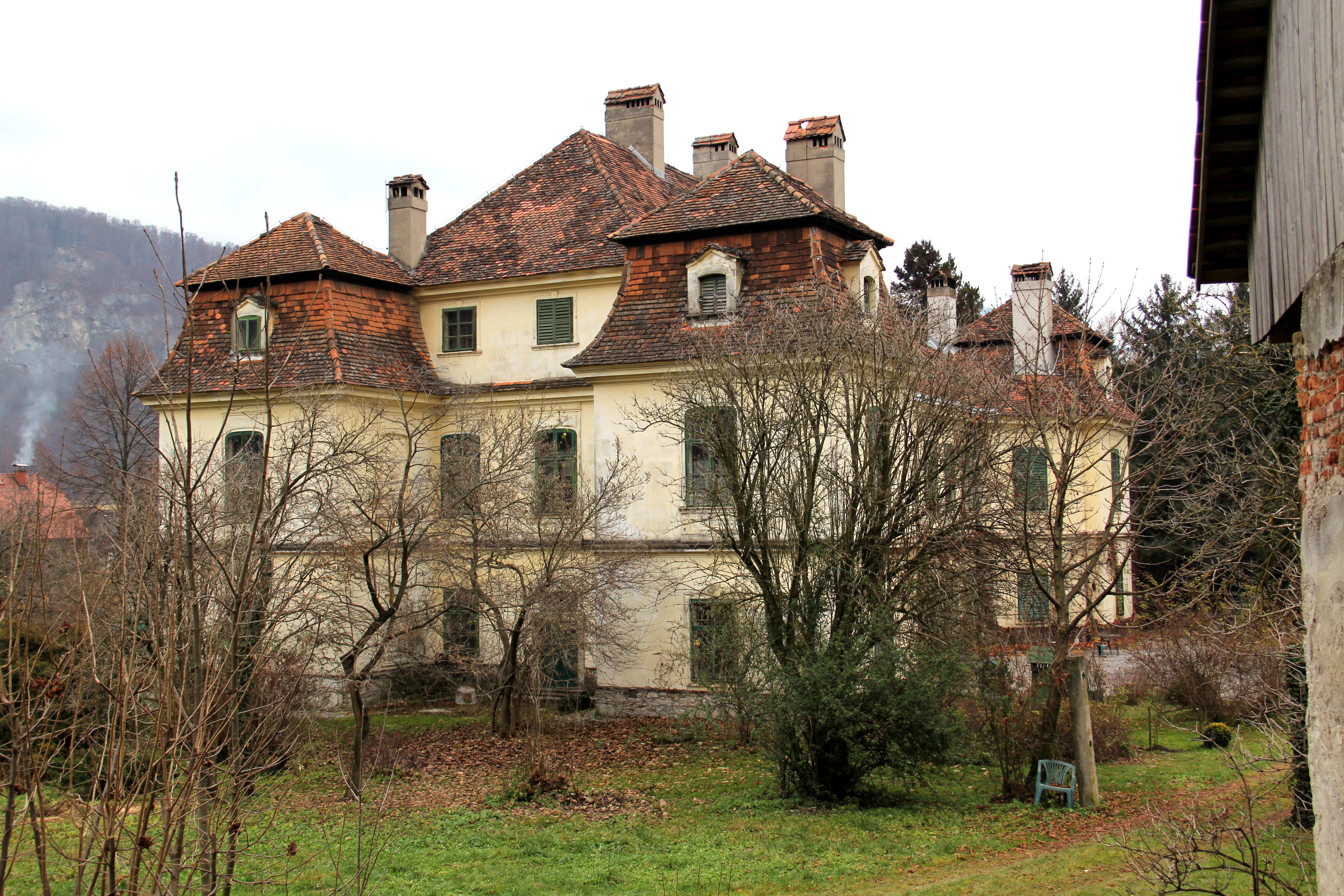
Schloss Thinnfeld (2011)

Das Schloss Thinnfeld liegt auf dem Gebiet der Gemeinde Deutschfeistritz im Bezirk Graz-Umgebung in der Steiermark.

## Geschichte
Zwischen 1761 und 1764 ließ Ferdinand Joseph von Thinnfeld das Schloss am damaligen Rand der Ortschaft Deutschfeistritz, am Fuße des Kirchberges errichten. Die Pläne lieferte der bekannte Grazer Architekt Josef Hueber, wobei der Bauherr Thinnfeld selbst eigene Ideen einfließen ließ. Die reiche Familie Thinnfeld besaß mehrere Eisenhämmer in Deutschfeistritz, Waldstein und Übelbach. Im Jahr 1731 wurden Anton Balthasar und Josef Ferdinand in den Adelsstand erhoben und Ferdinand Joseph von Thinnfeld trug ab 1767 das Adelsprädikat „Edler Herr von Thinnfeld“.
Ferdinand Josephs Enkel, der 1793 geborene Ferdinand Freiherr von Thinnfeld, war als Minister für Ackerbau und Bergbau unter dem jungen Kaiser Franz Joseph I. tätig und war auch an der Ausarbeitung der Verfassung im Jahr 1849, sowie der Gründung der Geologischen Reichsanstalt beteiligt. Wegen hoher Schulden der Familie wurde das Schloss 1871 versteigert, doch einer Tochter des Ministers gelang es, mit Hilfe ihres Gatten, eines Wiener Zahnarztes, den Familiensitz zu erwerben.
Nach dem Zweiten Weltkrieg begann das Schloss wegen Vernachlässigung zu verfallen, wurde jedoch in den 1970er Jahren restauriert. Schloss Thinnfeld zählt zu den schönsten Rokoko-Schlössern der Steiermark und befindet sich momentan im Besitz der Familie Steinklauber.

## Architektur und Gestaltung
Der zweigeschoßige Baukörper besitzt einen rechteckigen Grundriss und ist von einem Park umgeben. An den Baublock sind vier Eckpavillons angebaut, während die Gartenfront leicht zurückspringt. Der Haupttrakt besitzt ein hohes, abgewalmtes Satteldach, während die Eckpavillons Mansarddächer aufweisen. Über dem Eingangstor ist das Wappen der Familie Thinnfeld angebracht. Die Fassade wird durch ein umlaufendes Gesimse zwischen den beiden Geschoßen gegliedert. Im Giebel des dreiachsigen Mittelrisaliten ist ein stuckverziertes Zierfenster eingelassen.
Die Eingangshalle hat flache Platzln sowie ein schmiedeeisernes Geländer im Stiegenhaus. An der Innenausstattung des Schlosses haben bedeutende Künstler des steirischen Rokoko mitgewirkt. So schuf Heinrich Formentini 1764 die Stuckdecken. Von Joseph Adam von Mölck stammen die Deckenmalereien und Wandbespannungen. Im dreiachsigen, zentral gelegenen Gartensaal stammen die Darstellungen des Bacchus, der Ceres, der Venus und des Vulcanus von ihm. Im Nebenzimmer sind auf einem Fresko Apollon und Daphne abgebildet. Ein weiterer Raum zeigt im Jahr 1766 gemalte biblische Szenen, so werden an der Decke Jakob und Rebekka am Brunnen dargestellt. Zur Einrichtung zählen auch im Stil des Rokoko gestaltete Kachelöfen sowie einige Porträts der ehemaligen Schlossherren. Die Hauskapelle liegt in einem der gartenseitigen Eckpavillons und ist der Heiligen Dreifaltigkeit geweiht. Die Kreuzigungsgruppe bestehend aus einem weiß gefassten, hölzernen Kruzifix sowie zwei adorierenden Engeln wurde 1768 vom Südtiroler Bildhauer Veit Königer geschnitzt.